# Saint-Julien-Innocence-Eulalie
Saint-Julien-Innocence-Eulalie ist eine französische Gemeinde mit 311 Einwohnern (Stand: 1. Januar 2022) im Département Dordogne in der Region Nouvelle-Aquitaine. Die Gemeinde gehört zum Arrondissement Bergerac und zum Kanton Sud-Bergeracois.
Sie entstand mit Wirkung vom 1. Januar 2019 als Commune nouvelle durch Zusammenlegung der bis dahin selbstständigen Gemeinden Sainte-Innocence, Sainte-Eulalie-d’Eymet und Saint-Julien-d’Eymet, die fortan den Status von Communes déléguées besitzen. Der Verwaltungssitz befindet sich in Sainte-Innocence.

## Gliederung
| Commune déléguée                   | ehemaliger INSEE-Code | PLZ   | Fläche (km²) | Einwohnerzahl (2022) |
| ---------------------------------- | --------------------- | ----- | ------------ | -------------------- |
| Sainte-Innocence (Verwaltungssitz) | 24423                 | 24500 | 7,20         | 113                  |
| Sainte-Eulalie-d’Eymet             | 24402                 | 24500 | 6,72         | 083                  |
| Saint-Julien-d’Eymet               | 24433                 | 24500 | 5,81         | 115                  |

## Geographie
Saint-Julien-Innocence-Eulalie liegt ca. 15 km südwestlich von Bergerac im Gebiet Bergeracois der historischen Provinz Périgord an der südlichen Grenze zum benachbarten Département Lot-et-Garonne. Das Gemeindegebiet wird vom Flüsschen Escourou durchquert, das zum Dropt entwässert.
Umgeben wird Saint-Julien-Innocence-Eulalie von neun Nachbargemeinden:
| Loubès-Bernac (Lot-et-Garonne) Thénac | Sigoulès-et-Flaugeac Mescoules              |               |
|                                       | Kompassrose, die auf Nachbargemeinden zeigt | Singleyrac    |
| Soumensac (Lot-et-Garonne)            | Eymet Fonroque                              | Razac-d’Eymet |

## Sehenswürdigkeiten
| Name                         | Ort                    | Bemerkungen                                             | Bild |
| ---------------------------- | ---------------------- | ------------------------------------------------------- | ---- |
| Pfarrkirche Sainte-Innocence | Sainte-Innocence       | 15. Jahrhundert, als Monument historique eingeschrieben |      |
| Pfarrkirche Saint-Barthélemy | Sainte-Eulalie-d’Eymet | romanischer Bau aus dem 12. Jahrhundert                 |      |
| Herrenhaus Graulet           | Sainte-Eulalie-d’Eymet | 17. Jahrhundert                                         |      |
| Pfarrkirche Saint-Julien     | Saint-Julien-d’Eymet   |                                                         |      |
| Herrenhaus Font-Juliane      | Saint-Julien-d’Eymet   | 18. Jahrhundert                                         |      |

## Wirtschaft und Infrastruktur

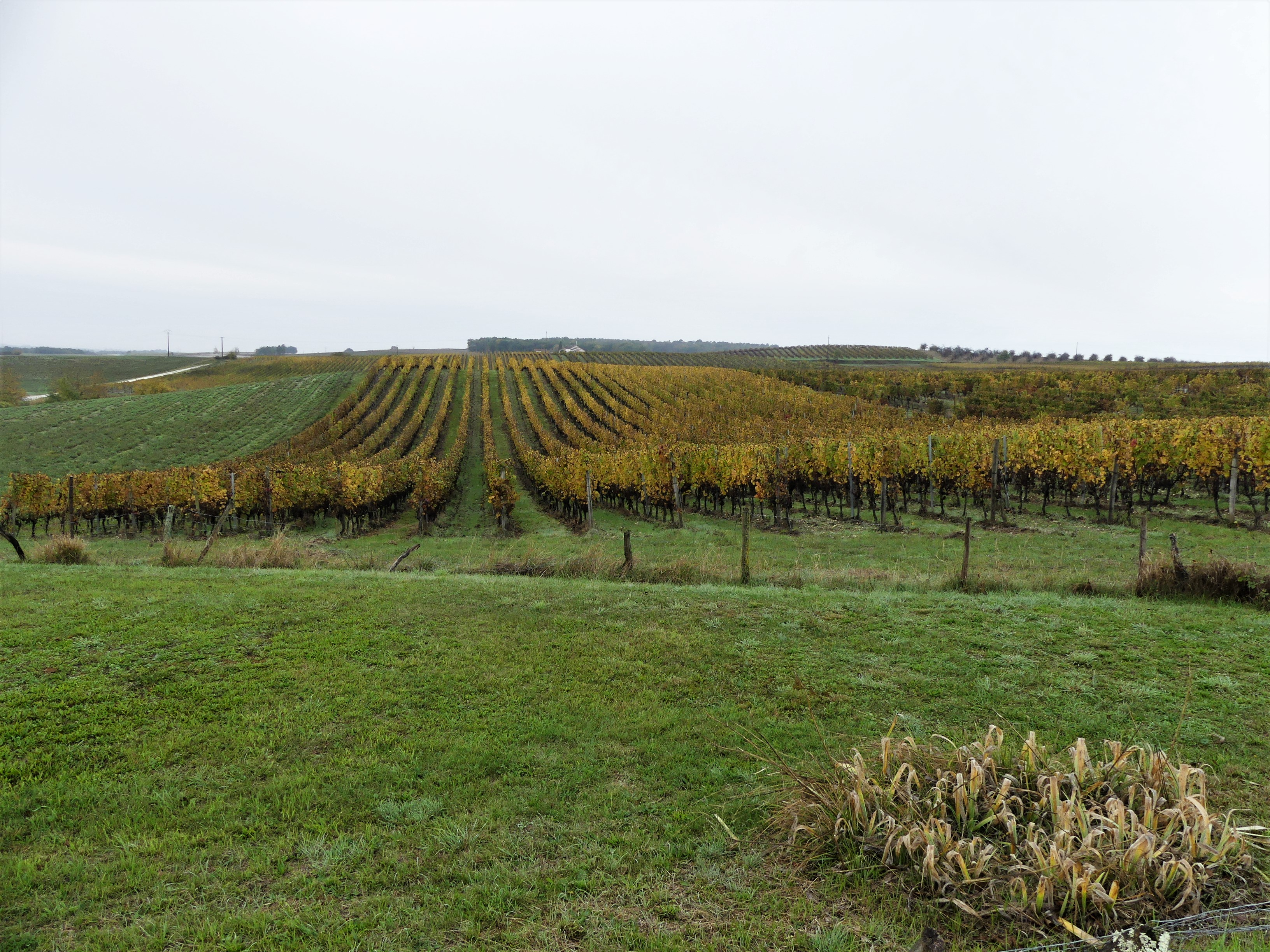
Weinberge bei Saint-Julien-d’Eymet

Saint-Julien-Innocence-Eulalie liegt in den Zonen AOC des Bergerac mit den Appellationen Bergerac (blanc, rosé, rouge) und Côtes de Bergerac (blanc, rouge).

### Verkehr
- Die Route départementale 933, die ehemalige Route nationale 133, durchquert die Gemeinde von Nord nach Süd und verbindet sie im Norden mit Bergerac und im Süden über Eymet mit Marmande im benachbarten Département.

- Saint-Julien-Innocence-Eulalie ist außerdem erreichbar über die Routes départementales 15E und 18.